# Mała Baszta (Skamieniałe Miasto)
Mała Baszta – jeden z ostańców w Grupie Borsuka w rezerwacie przyrody Skamieniałe Miasto na Pogórzu Ciężkowickim, w mieście Ciężkowice w województwie małopolskim, w powiecie tarnowskim, w gminie miejsko-wiejskiej Ciężkowice. Znajduje się w Grupie Borsuka pomiędzy skałami Orzeł oraz Flakon i Jajo. W informatorze turystycznym Mała Baszta, Flakon i Jajo opisywane są jako Pieczarki.
Podobnie, jak wszystkie pozostałe skały w Skamieniałym Mieście Mała Baszta zbudowana jest z piaskowca ciężkowickiego, który wyodrębnił się w okresie polodowcowym w wyniku selektywnego wietrzenia. Najbardziej na wietrzenie narażone były płaszczyzny spękań ciosowych, przetrwały zaś fragmenty najbardziej odporne na wietrzenie. Doprowadziło to do powstania różnorodnych, izolowanych od siebie form skałkowych. W procesie ich powstawania odegrały rolę również powierzchniowe ruchy grawitacyjne i obrywy, które powodowały przemieszczenia się niektórych ostańców i ich wychylenia od pionu.
Mała Baszta nadaje się do boulderingu. Jest na niej 10 dróg wspinaczkowych (baldów) o trudności od 6a+ do 6c+ w skali francuskiej. Wspinanie jednak jest zabronione.

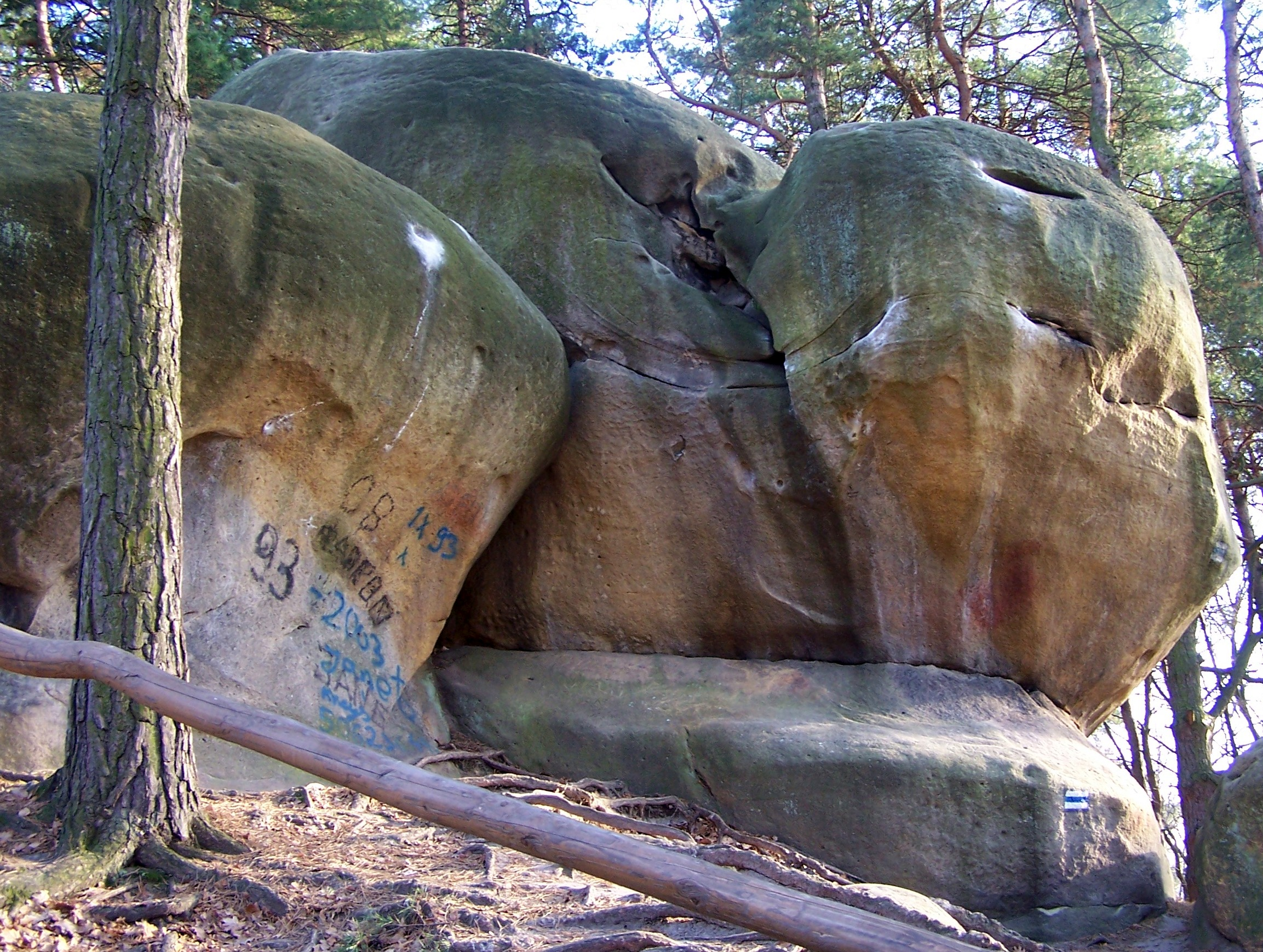
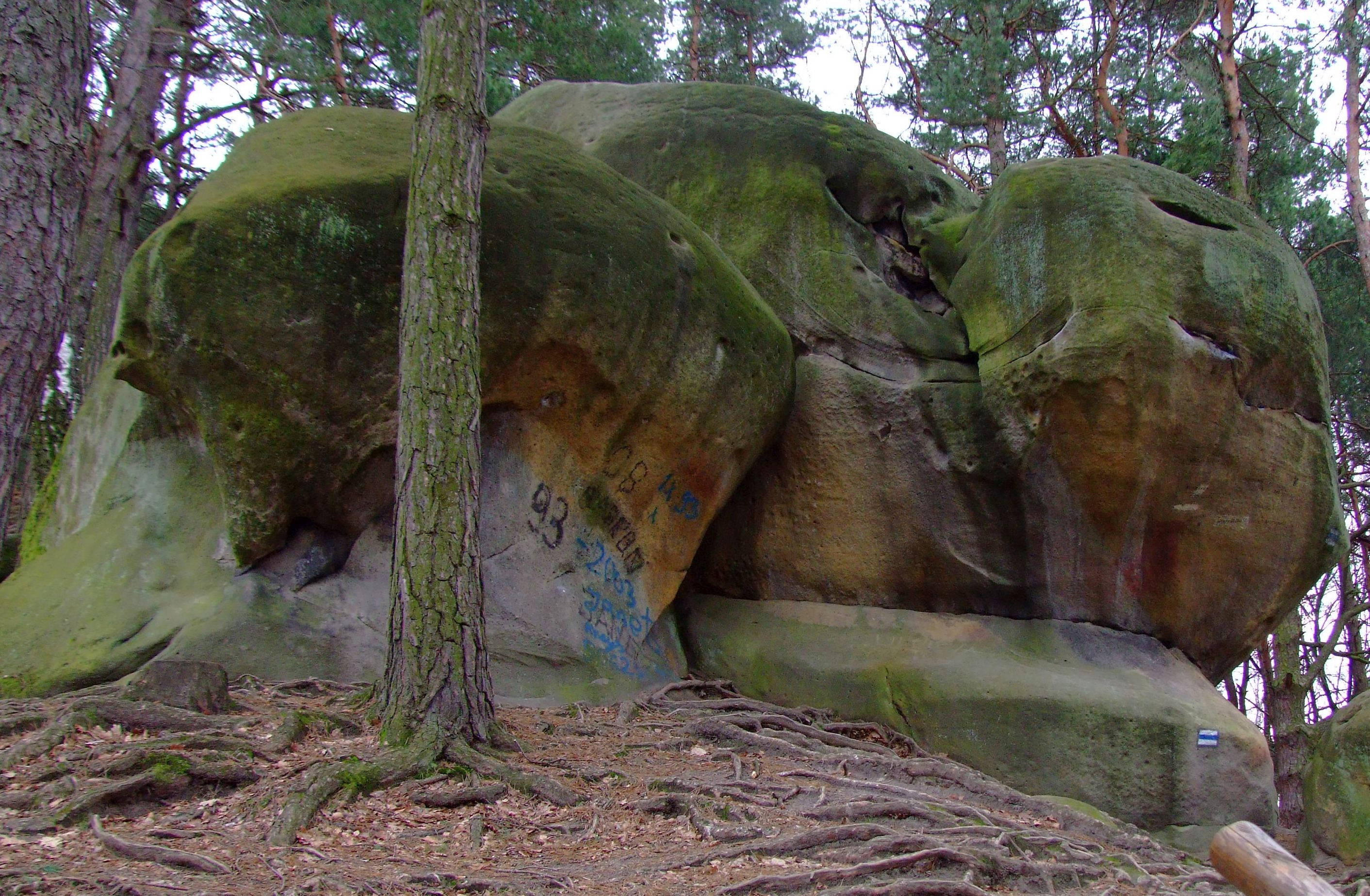
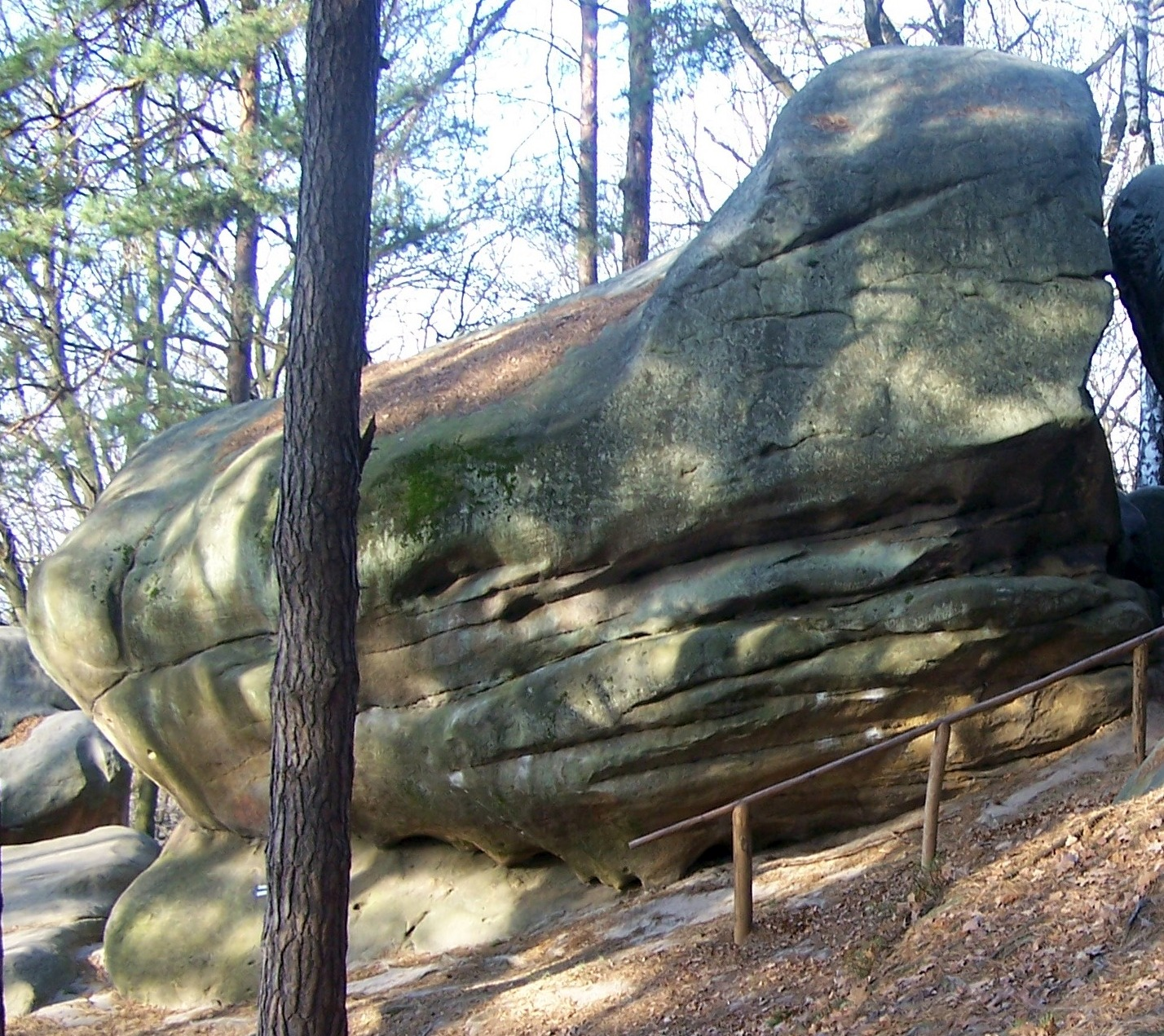

Obok Małej Baszty prowadzi znakowany szlak turystyczny. Wędrówkę nim można rozpocząć od parkingu znajdującego się w odległości około 1 km od centrum Ciężkowic, po lewej stronie drogi wojewódzkiej nr 977 z Tarnowa do Gorlic.